# Springwater (Nowy Jork)
Springwater – miasto w Stanach Zjednoczonych, w stanie Nowy Jork, w hrabstwie Livingston.